# 太陽の坐る場所
『太陽の坐る場所』（たいようのすわるばしょ）は、辻村深月による日本の小説。
隔月刊小説誌『別冊文藝春秋』（文藝春秋）にて2008年1月号から11月号まで連載されていた。

## あらすじ
高校卒業から10年、毎年開かれてきたクラス会に、女優になったキョウコは今回も出席しなかった。次こそキョウコを呼ぼうと連絡を取ろうとするが、高校時代の苦い思い出が蘇る。

## 登場人物
※ 物語の舞台はF県立藤見高校3年2組、「F県」は東京都に接する田舎という設定。
キョウコ
女優。映画『アマノ・イワト』でアマノウズメノミコトを演じ、その演技と踊りは絶賛され、メディア出演が増加。
半田 聡美
際立つ美人。地元の大学に進学後、東京の小さな印刷会社に就職。劇団『常盤会』に所属。
島津 謙太
クラス会の幹事。F県内の地方銀行に就職し、東京支店に配属。
水上 由希
大手アパレルメーカー「ホリー」勤務。ミーハーな性格で、会社でキョウコと同級生であることを誇る。
真崎 修
フリーのウェブデザイナー。高校時代は1、2を争う派手な男でクラスのムードメーカー。大学と就職は東京だったが、結婚を機にUターン。妻（エリカ）は元ミス・J大のイベントコンパニオンでかなりの美人。子供はいない。
松島 貴恵
真崎の元恋人。大学2年生までの約3年交際したが、会社の先輩と結婚し、一度もF県を離れていない。一人息子の類がいる。
里見 紗江子
貴恵の小学校からの親友。映画の配給会社に勤務。
清瀬 陽平
キョウコと交際していた隣の3年1組の生徒。イベントごとには先頭に立つ、学年の中心人物だった。
浅井 倫子
高校2年の終わりに転校した元クラスメイト。現在は新潟に住む2児の母。
本村 佳代
クラスメイト。高校卒業後も地元の大学に進学し、F県内企業に就職。実家暮らし。
高間
F県の地元テレビ局の女性アナウンサー。
吉田
由希の元彼氏。強面。

## 書籍情報
- 単行本（ソフトカバー）：文藝春秋、2008年12月15日[1]、ISBN 978-4-16-327720-2
- 文庫：文春文庫、2011年6月10日[2]、ISBN 978-4-16-781701-5

## 映画
山梨放送開局60周年記念作品。2014年10月4日全国公開。

### キャスト
- 高間響子：水川あさみ（高校時代：古泉葵）
- 鈴原今日子：木村文乃（高校時代：吉田まどか）
- 島津謙太：三浦貴大（高校時代：大石悠馬）
- 水上由希：森カンナ（高校時代：山谷花純）
- 野島：鶴見辰吾

### スタッフ
- 原作：辻村深月
- 監督：矢崎仁司
- 脚本：朝西真砂
- 製作：野口英一
- 企画：中村一政、今村睦
- エグゼクティブプロデューサー：小西啓介、篠原公男
- プロデューサー：田辺順子、荻野弘樹
- 音楽プロデューサー：佐々木次彦
- 撮影：石井勲
- 照明：大坂章夫
- 録音：高島良太
- 整音：吉田憲義
- 美術：布部雅人
- 編集：目見田健
- 音楽：田中拓人
- 助監督：塩入秀吾
- ラインプロデューサー：新野安行
- 主題歌：藤巻亮太「アメンボ」
- 挿入歌：レミオロメン「永遠と一瞬」
- 特別協賛：山梨中央銀行
- 制作プロダクション：ムスタッシュ
- 企画協力：文藝春秋、フィルムバンディット
- 配給・宣伝：ファントム・フィルム
- 製作：「太陽の坐る場所」製作委員会（山梨日日新聞社、山梨放送、甲斐ゼミナール、学校法人山梨学院、内藤ハウス、ムスタッシュ、ファントム・フィルム、フィルムバンディット）